# Куа, Жан-Рене-Констан
Жан-Рене-Констан Куа (фр. Jean René Constant Quoy; 10 ноября 1790[…], Maillé — 4 июля 1869[…], Рошфор) — французский врач и зоолог.
С 1817 по 1820 годы он служил корабельным врачом во время кругосветного плавания французского корвета «Урания» под командованием Луи де Фрейсине. С 1822 по 1825 годы вместе с Жозефом-Полем Гемаром он служил натуралистом во время кругосветного плавания на борту «La Coquille» под командованием Луи Исидора Дюперре и на борту «Астролябии» с 1826 по 1829 года под командованием Жюла Дюмона-Дюрвиля. В 1830 году Куа становится членом Академии наук.
В честь Куа названы следующие таксоны животных: род Quoya (Labbé, 1934), род Quoyia (Gray, 1839), Terebra quoygaimardi (Cernohorsky, 1976), Pilumnus quoyi (H. Milne-Edwards, 1834), Ischnochiton quoyanus (J. Thiele, 1910) и Cracticus quoyi.